# (1995) Hajek
(1995) Hajek – planetoida z pasa głównego asteroid okrążająca Słońce w ciągu 4 lat i 8 dni w średniej odległości 2,53 j.a. Została odkryta 26 października 1971 roku w obserwatorium Hamburg-Bergedorf w Bergedorfie przez Luboša Kohoutka. Nazwa planetoidy pochodzi od Tadeáša Hájka (1525–1600), czeskiego astronoma. Przed jej nadaniem planetoida nosiła oznaczenie tymczasowe (1995) 1971 UP1. 